# A Slight Case of Murder
A Slight Case of Murder is een Amerikaanse filmkomedie uit 1938 onder regie van Lloyd Bacon. Destijds werd de film in Nederland uitgebracht onder de titel De bierbaron.

## Verhaal
Na het eind van de drooglegging wil de dranksmokkelaar Remy Marco doorgaan als legale brouwer. Omdat geen mens hem durft te zeggen dat zijn bier ondrinkbaar is, staat hij op de rand van bankroet. Bovendien heeft hij problemen met zijn gezin en zijn medewerkers.

## Rolverdeling
| Acteur             | Personage                    |
| ------------------ | ---------------------------- |
| Edward G. Robinson | Remy Marco                   |
| Jane Bryan         | Mary Marco                   |
| Allen Jenkins      | Mike                         |
| Ruth Donnelly      | Nora Marco                   |
| Willard Parker     | Dick Whitewood               |
| John Litel         | Post                         |
| Edward Brophy      | Lefty                        |
| Harold Huber       | Giuseppe                     |
| Eric Stanley       | Ritter                       |
| Paul Harvey        | Mijnheer Whitewood           |
| Bobby Jordan       | Douglas Fairbanks Rosenbloom |
| Joe Downing        | Innocence                    |
| Margaret Hamilton  | Mevrouw Cagle                |
| George E. Stone    | Kirk                         |
| Bert Hanlon        | Sam                          |